# El Salvadors Davis Cup-lag
El Salvadors Davis Cup-lag styrs av El Salvadors tennisförbund och representerar El Salvador i tennisturneringen Davis Cup, tidigare International Lawn Tennis Challenge. El Salvador debuterade i sammanhanget 1991, och har bland annat spelat i Amerikazonens Grupp II.